# Het Weiver
Het Weiver is een buurt in de gemeente Wormerland, in de Nederlandse provincie Noord-Holland. Het is van oorsprong de verbindingsweg tussen Jisp en Wormer.
De benaming Weiver, in verschillende schrijfwijzen, is in het Zaans en West-Fries gebruikelijk voor de weg die dwarslag ten opzichte van de rest van het dorp en meestal ook als verbindingsweg met een andere plaats. In dit geval met het dorp Wormer. Het behoorde dus van oorsprong tot het dorp Jisp, het merendeel van de bewoning valt nu nog onder die plaats. Van oorsprong kende Het Weiver nauwelijks bewoning, dat veranderde in het begin van de 20e eeuw. Het werd toen een tijdje gezien als een afzonderlijke buurtschap. Aan het einde van de 20e eeuw verdween deze duiding weer, zo goed als. Anno 2011 wordt het meestal geduid als een buurt en weg, waarbij de straatnaam zonder lidwoord wordt geschreven.
Het Weiver moet niet worden verward met de buurtschap Weiver van Westzaan dat soms ook wel Het Weiver wordt genoemd. Het lidwoord werd van oorsprong ter onderscheiding gebruikt. Zo had men ook nog de oude zijstraat De Weiver in Krommenie. 